# Amara Karba Bangoura
Amara Karba Bangoura (ur. 10 marca 1986 w Kamsar) – gwinejski piłkarz grający na pozycji pomocnika w Valenciennes FC. Reprezentant kraju.
Bangoura swoją karierę rozpoczynał w gwinejskim klubu Hafia Conakry. Następnie występował w marokańskim Olympique Khouribga. Latem 2008 roku przeszedł do Valenciennes FC. W Ligue 1 zadebiutował 30 sierpnia 2008 roku w meczu przeciwko OGC Nice, zaś pierwszego gola zdobył w zremisowanym spotkaniu z FC Sochaux-Montbéliard 26 kwietnia 2009 roku. W 2010 roku przeszedł do Vannes OC.